# Raymond Morgan
Raymond Morgan (Manila; 10 de julio de 1922-Toronto; 12 de junio de 1977) fue un árbitro de fútbol canadiense de las décadas de 1950 y 1960.

## Trayectoria
Nacido en Filipinas, creció en Inglaterra y sirvió en la Royal Air Force. Emigró a Canadá y de 1947 a 1968 fue árbitro.